# Карін Енстрем
Карін Марта Елізабет Енстрем, до шлюбу Ландергольм (швед. Karin Märta Elisabeth Enström (Landerholm); нар. 23 березня 1966) — шведська політична і державна діячка, міністерка оборони Швеції (2012—2014), військовослужбовиця.

## Біографія
Народилася 23 березня 1966 року в місті Уппсала, Швеція в родині лікаря.
У 1987 році склала іспит на звання офіцера в Королівському військовому коледжі. Має військове звання капітана шведського корпусу амфібій.
Членкиня Помірної коаліційної партії Швеції. З 1994 року — членкиня міської ради міста Ваксгольм (адміністративний центр комуни Ваксгольм лену Стокгольм). У 2002—2006 роках — голова міської ради Ваксгольму.
У 1998 році обрана до Риксдагу. З 2002 року членкиня парламентського Комітету з оборони, а з січня 2008 року — голова цього Комітету. З 2010 року — голова Комітету у закордонних справах, а також членкиня Військово-консультативної ради та Консультативної ради.
18 квітня 2012 року була призначена міністеркою оборони Швеції. Перебувала на цій посаді до 3 жовтня 2014 року.
Одружена з Андерсом Енстремом, офіцером шведського корпусу амфібій, що працював у тактичному штабі ВМФ, відповідальним за морські операції. Має трьох дітей.